# Апландс Парк (Мисури)
Апландс Парк (енгл. Uplands Park) град је у америчкој савезној држави Мисури.

## Демографија
По попису из 2010. године број становника је 445, што је 15 (-3,3%) становника мање него 2000. године.
| Група             | 2000.       | 2010.       |
| Белци             | 6 (1,3%)    | 9 (2,0%)    |
| Афроамериканци    | 448 (97,4%) | 429 (96,4%) |
| Азијати           | 1 (0,2%)    | 0 (0,0%)    |
| Хиспаноамериканци | 4 (0,9%)    | 5 (1,1%)    |
| Укупно            | 460         | 445         |